# Astronomer Royal for Scotland
Astronomer Royal for Scotland är en brittisk titel som länge bars av direktören för observatoriet i Edinburgh.
Sedan 1995 är Astronomer Royal for Scotland en hederstitel för förtjänta astronomer.

## Innehavare
- Thomas Henderson (1834–1844)
- Charles Piazzi Smyth (1846–1888)
- Ralph Copeland (1889–1905)
- Frank Watson Dyson (1905–1910)
- Ralph Allen Sampson (1910–1937)
- William Michael Herbert Greaves (1938–1955)
- Hermann Brück (1957–1975)
- Vincent Cartledge Reddish (1975–1980)
- Malcolm Longair (1980–1990)
- John Campbell Brown (1995–2019)